# Lista dos presidentes da Câmara dos Deputados da Argentina
O presidente da Honorável da Câmara de Deputados da Nação Argentina (em espanhol: Presidente de la Honorable Cámara de Diputados de la Nación Argentina), comumente conhecido simplesmente como presidente da Câmara dos Deputados, é o presidente da câmara baixa do Congresso Nacional da Argentina, geralmente um membro do partido do governo.
O presidente é um membro eleito da Câmara que é escolhido por seus colegas deputados no início de cada ano legislativo, que, de acordo com os estatutos estabelecidos em 1996, ocorre durante os primeiros dez dias de dezembro. Três vice-presidentes substituem o presidente e, normalmente, são eleitos por blocos minoritários na Câmara.
Na ordem de sucessão do país, o presidente da Câmara dos Deputados é o terceiro na linha de sucessão caso o presidente da Argentina morra, renuncie ou seja incapacitado de alguma outra forma, depois do vice-presidente e do presidente provisório do Senado [en]. Em toda a história da Argentina, apenas dois presidentes da Câmara já assumiram os poderes executivos de forma interina: Raúl Alberto Lastiri, em 1973, e Eduardo Camaño, em 2001.

## Lista de presidentes
| Presidente                                                                             | Partido | Partido                      | Início do mandato      | Fim do mandato         |
| -------------------------------------------------------------------------------------- | ------- | ---------------------------- | ---------------------- | ---------------------- |
| José Graña                                                                             |         | Partido Unitário             | 17 de outubro de 1854  | 10 de maio de 1856     |
| Baltazar Sánchez                                                                       |         | Partido Unitário             | 10 de maio de 1856     | 9 de maio de 1857      |
| Juan José Álvarez                                                                      |         | Partido Unitário             | 9 de maio de 1857      | 7 de maio de 1858      |
| Mateo Luque                                                                            |         | Partido Federal              | 7 de maio de 1858      | 5 de maio de 1860      |
| Eusebio Ocampo                                                                         |         | Partido Federal              | 5 de maio de 1860      | 4 de abril de 1861     |
| José García Isasa                                                                      |         | Partido Federal              | 4 de abril de 1861     | 24 de maio de 1862     |
| Pastor Obligado                                                                        |         | Partido Unitário             | 24 de maio de 1862     | 27 de abril de 1863    |
| José Evaristo Uriburu                                                                  |         | Partido Unitário             | 27 de abril de 1863    | 4 de maio de 1864      |
| Arístides Villanueva                                                                   |         | Partido Unitário             | 4 de maio de 1864      | 30 de abril de 1865    |
| José Evaristo Uriburu                                                                  |         | Partido Unitário             | 30 de abril de 1865    | 15 de maio de 1868     |
| Mariano Acosta                                                                         |         | Partido Unitário             | 15 de maio de 1868     | 4 de maio de 1869      |
| Manuel Quintana                                                                        |         | Partido Unitário             | 4 de maio de 1869      | 5 de maio de 1870      |
| Mariano Acosta                                                                         |         | Partido Unitário             | 5 de maio de 1870      | 29 de abril de 1872    |
| Octavio Garrigós                                                                       |         | Partido Unitário             | 29 de abril de 1872    | 4 de maio de 1874      |
| Luis Sáenz Peña                                                                        |         | Partido Autonomista Nacional | 4 de maio de 1874      | 5 de maio de 1875      |
| Bernardo de Irigoyen                                                                   |         | Partido Autonomista Nacional | 4 de maio de 1875      | 5 de maio de 1876      |
| Félix Frías                                                                            |         | Partido Autonomista Nacional | 4 de maio de 1876      | 1 de maio de 1879      |
| Manuel Quintana                                                                        |         | Partido Autonomista Nacional | 1 de maio de 1879      | 3 de maio de 1881      |
| Vicente Peralta                                                                        |         | Partido Autonomista Nacional | 3 de maio de 1881      | 28 de abril de 1882    |
| Tristán Achával                                                                        |         | Partido Autonomista Nacional | 28 de abril de 1882    | 30 de abril de 1883    |
| Miguel Navarro                                                                         |         | Partido Autonomista Nacional | 30 de abril de 1883    | 29 de abril de 1884    |
| Rafael Ruiz                                                                            |         | Partido Autonomista Nacional | 29 de abril de 1884    | 26 de abril de 1886    |
| Juan Serú                                                                              |         | Partido Autonomista Nacional | 26 de abril de 1886    | 4 de maio de 1887      |
| Estanislao Zeballos                                                                    |         | Partido Autonomista Nacional | 4 de maio de 1887      | 1 de maio de 1888      |
| Carlos Tagle                                                                           |         | Partido Autonomista Nacional | 1 de maio de 1888      | 4 de maio de 1889      |
| Tristán Malbrán                                                                        |         | Partido Autonomista Nacional | 4 de maio de 1889      | 28 de abril de 1890    |
| Benjamín Zorrilla                                                                      |         | Partido Autonomista Nacional | 28 de abril de 1890    | 1 de maio de 1893      |
| Francisco García                                                                       |         | Partido Autonomista Nacional | 1 de maio de 1893      | 26 de abril de 1894    |
| Francisco Alcobendas                                                                   |         | Partido Autonomista Nacional | 26 de abril de 1894    | 27 de abril de 1896    |
| Marco Aurelio Avellaneda                                                               |         | Partido Autonomista Nacional | 27 de abril de 1896    | 15 de junho de 1901    |
| Benito Villanueva                                                                      |         | Partido Autonomista Nacional | 15 de junho de 1901    | 26 de abril de 1904    |
| Benjamín Victorica                                                                     |         | Partido Autonomista Nacional | 26 de abril de 1904    | 28 de abril de 1905    |
| Ángel Sastre                                                                           |         | Partido Autonomista Nacional | 28 de abril de 1905    | 26 de abril de 1906    |
| Alejandro Carbó                                                                        |         | Partido Autonomista Nacional | 26 de abril de 1906    | 29 de abril de 1907    |
| Juan Manuel Ortiz de Rosas                                                             |         | Partido Autonomista Nacional | 29 de abril de 1907    | 1 de maio de 1908      |
| Eliseo Cantón                                                                          |         | Partido Autonomista Nacional | 1 de maio de 1908      | 13 de maio de 1912     |
| Rosendo Fraga                                                                          |         | Partido Autonomista Nacional | 13 de maio de 1912     | 25 de abril de 1914    |
| Marco Aurelio Avellaneda                                                               |         | Partido Autonomista Nacional | 25 de abril de 1914    | 1 de maio de 1915      |
| Alejandro Carbó                                                                        |         | Partido Autonomista Nacional | 1 de maio de 1915      | 12 de janeiro de 1916  |
| Mariano Demaría                                                                        |         | Partido Autonomista Nacional | 12 de janeiro de 1916  | 10 de abril de 1918    |
| Fernando Saguier                                                                       |         | União Cívica Radical         | 10 de abril de 1918    | 8 de janeiro de 1919   |
| Arturo Goyeneche                                                                       |         | União Cívica Radical         | 8 de janeiro de 1919   | 26 de abril de 1922    |
| Ricardo Pereyra                                                                        |         | União Cívica Radical         | 26 de abril de 1922    | 10 de abril de 1924    |
| Mario Guido                                                                            |         | União Cívica Radical         | 10 de abril de 1924    | 6 de abril de 1926     |
| Miguel Sussini                                                                         |         | UCR Antipersonalista         | 6 de abril de 1926     | 21 de maio de 1928     |
| Andrés Ferreyra                                                                        |         | União Cívica Radical         | 21 de maio de 1928     | 6 de setembro de 1930  |
| Congresso fechado durante a ditadura de José Félix Uriburu (1930–1932)                 |         |                              |                        |                        |
| Juan Cafferata                                                                         |         | Partido Democrata Nacional   | 20 de janeiro de 1932  | 10 de abril de 1934    |
| Manuel Fresco                                                                          |         | Partido Democrata Nacional   | 10 de abril de 1934    | 25 de abril de 1936    |
| Carlos Noel                                                                            |         | União Cívica Radical         | 25 de abril de 1936    | 26 de abril de 1938    |
| Juan Gaudencio Kaiser                                                                  |         | Partido Democrata Nacional   | 26 de abril de 1938    | 26 de abril de 1940    |
| Carlos Noel                                                                            |         | União Cívica Radical         | 26 de abril de 1940    | 3 de janeiro de 1941   |
| José Luis Cantilo                                                                      |         | União Cívica Radical         | 3 de janeiro de 1941   | 5 de junho de 1943     |
| Congresso fechado durante a ditadura da Revolução de 43 (1943–1946)                    |         |                              |                        |                        |
| Ricardo Guardo                                                                         |         | Partido Peronista            | 26 de abril de 1946    | 26 de abril de 1948    |
| Héctor Cámpora                                                                         |         | Partido Peronista            | 26 de abril de 1948    | 25 de abril de 1953    |
| Antonio J. Benítez                                                                     |         | Partido Peronista            | 23 de abril de 1953    | 27 de julho de 1955    |
| Alberto Rocamora                                                                       |         | Partido Peronista            | 27 de julho de 1955    | 23 de setembro de 1955 |
| Congresso fechado durante a ditadura da Revolução Libertadora (1955–1958)              |         |                              |                        |                        |
| Federico Fernández de Monjardín                                                        |         | UCR Intransigente            | 31 de março de 1958    | 29 de março de 1962    |
| Arturo Mor Roig                                                                        |         | União Cívica Radical         | 12 de agosto de 1963   | 28 de junho de 1966    |
| Congresso fechado durante a ditadura da Revolução Argentina (1966–1973)                |         |                              |                        |                        |
| Raúl Lastiri                                                                           |         | Partido Justicialista        | 7 de maio de 1973      | 7 de julho de 1975     |
| Nicasio Sánchez Toranzo                                                                |         | Partido Justicialista        | 7 de julho de 1975     | 24 de março de 1976    |
| Congresso fechado durante a ditadura do Processo de Reorganização Nacional (1976–1983) |         |                              |                        |                        |
| Juan Carlos Pugliese                                                                   |         | União Cívica Radical         | 29 de novembro de 1983 | 3 de abril de 1989     |
| Leopoldo Moreau                                                                        |         | União Cívica Radical         | 26 de abril de 1989    | 6 de julho de 1989     |
| Alberto Pierri                                                                         |         | Partido Justicialista        | 6 de julho de 1989     | 1 de dezembro de 1999  |
| Rafael Pascual                                                                         |         | União Cívica Radical         | 1 de dezembro de 1999  | 5 de dezembro de 2001  |
| Eduardo Camaño                                                                         |         | Partido Justicialista        | 5 de dezembro de 2001  | 6 de dezembro de 2005  |
| Alberto Balestrini                                                                     |         | Partido Justicialista–FPV    | 6 de dezembro de 2005  | 12 de dezembro de 2007 |
| Eduardo Fellner                                                                        |         | Partido Justicialista–FPV    | 12 de dezembro de 2007 | 6 de dezembro de 2011  |
| Julián Domínguez                                                                       |         | Partido Justicialista – FPV  | 6 de dezembro de 2011  | 4 de dezembro de 2015  |
| Emilio Monzó                                                                           |         | PRO–Cambiemos                | 4 de dezembro de 2015  | 10 de dezembro de 2019 |
| Sergio Massa                                                                           |         | Frente Renovador–FdT         | 10 de dezembro de 2019 | 3 de agosto de 2022    |
| Cecilia Moreau                                                                         |         | Frente Renovador–FdT         | 3 de agosto de 2022    | 10 de dezembro de 2023 |
| Martín Menem                                                                           |         | UCEDE–LLA                    | 10 de dezembro de 2023 | Incumbente             |